# ラナルド・マクドナルド

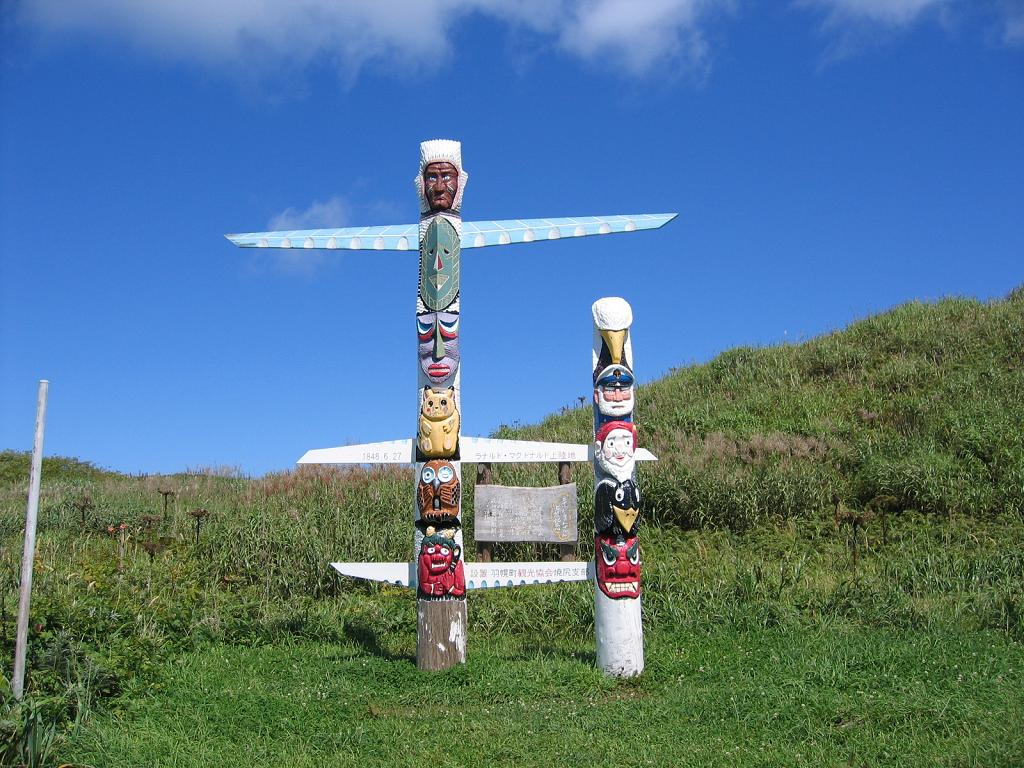
マクドナルド上陸地（焼尻島）

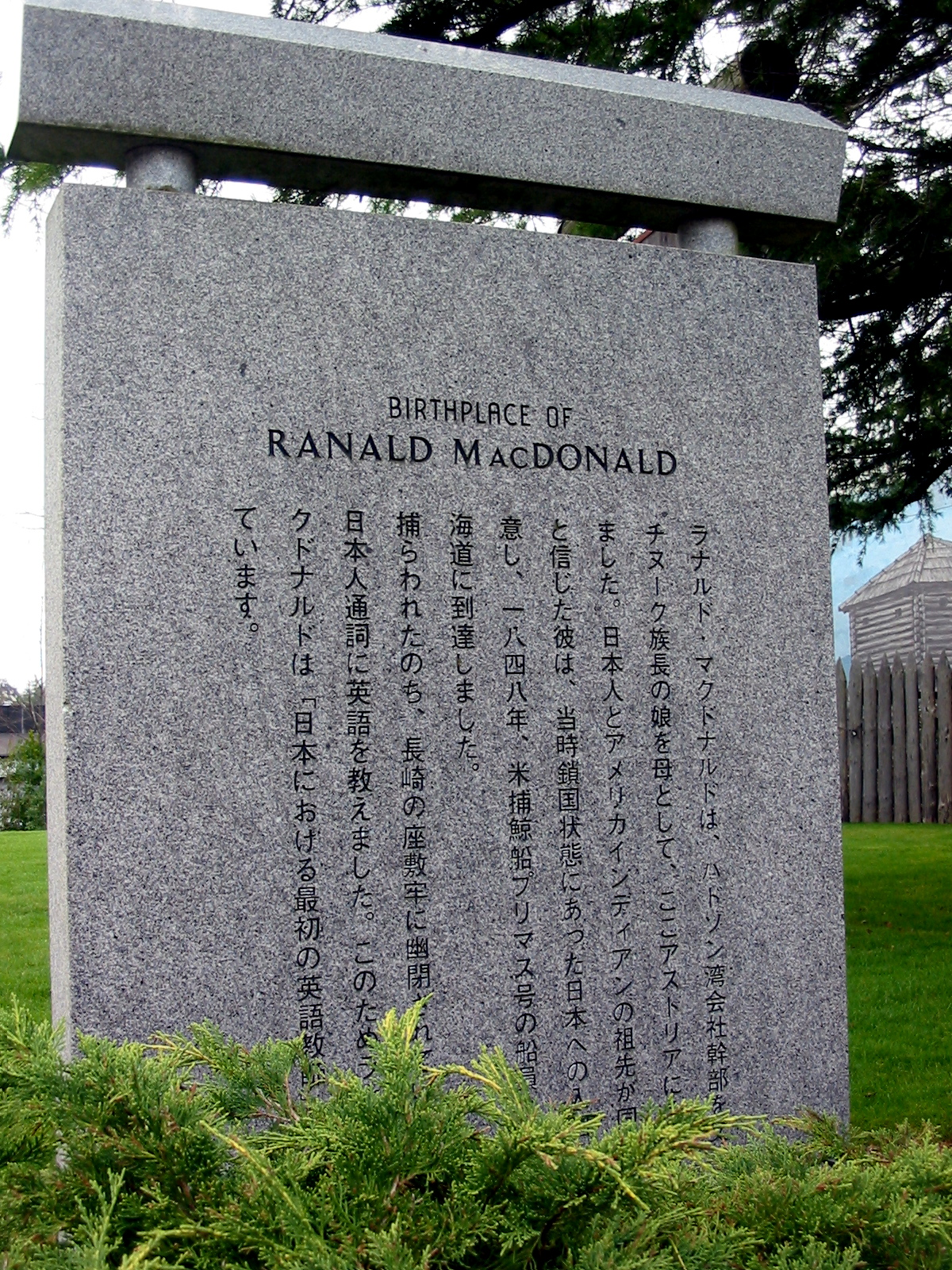
オレゴン州の生誕地アストリアにある日本語で書かれた石碑。最上部は日本の鳥居をイメージしている。

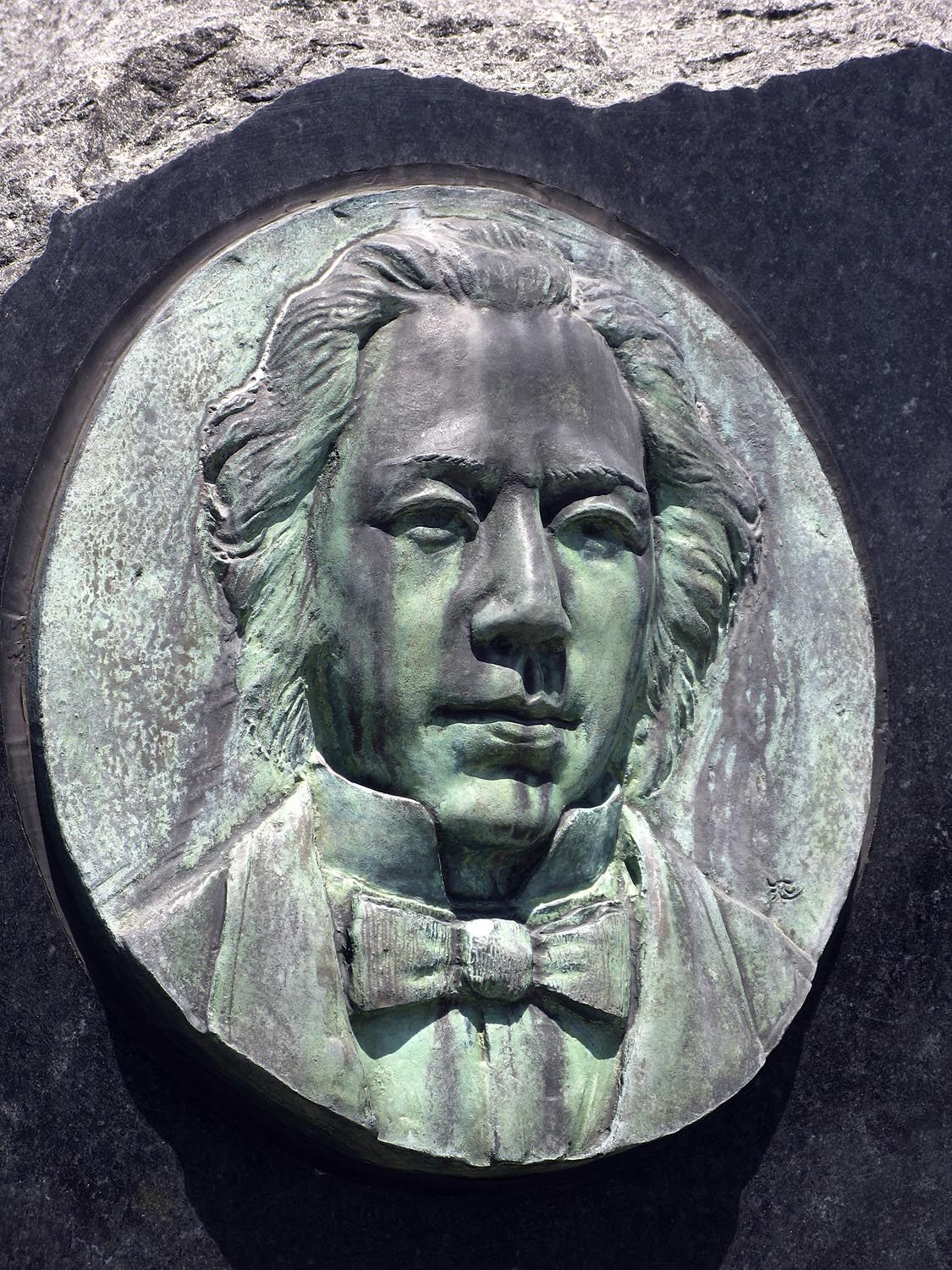
長崎市にある顕彰碑（部分）

ラナルド・マクドナルド（英語: Ranald MacDonald、1824年2月3日 - 1894年8月5日）は、英領北アメリカで生まれたメティ（西洋人と先住民の混血）の船員、冒険家。鎖国時代の1848年に、アメリカの捕鯨船から小船で日本に密入国し、約10ヵ月間滞在した。長崎では日本人通詞（阿蘭陀通詞）たちの英語学習を助け、日本初の母語話者による公式の英語教師になった。聖公会信徒。

## 経歴

### 生い立ち
英領北アメリカのオレゴン・カントリー（もしくはハドソン湾会社のコロンビア・ディストリクト）にあるアストリア砦（現オレゴン州アストリア）生まれ。父はハドソン湾会社の毛皮商でスコットランド人のアーチボルド・マクドナルド（国籍はイギリス）、母は当地の先住民チヌーク族のコアルゾア（別名プリンセス・レーヴァン、プリンセス・サンデー）。イギリス市民として生まれる。母方の祖父とマクドナルドの父はともに名声をあげ、採掘業で協力関係にあったことから、父は事業をうまく進めようとして土地所有者（祖父）の娘と結婚、このような姻戚関係は当時、珍しくなかった。母は出産後数ヵ月で死亡し、マクドナルドは一時は母方の叔母に預けられ、翌年、再婚した父に引き取られている。
エジンバラ大学を出た父親から基礎教育を受けたのち、1834年にレッドリバー植民地（現・ウィニペグ）のミッション系の寄宿舎学校レッドリバー・アカデミーに入り、4年間学んだあと、父の手配でオンタリオ州で銀行員の見習いとして働いたが、肌が合わず出奔している。
子供の頃、インディアン（ネイティブアメリカン）の親戚に自分達のルーツは日本人だと教えられ、日本にあこがれたマクドナルドは日本行きを企てると、1845年、ニューヨークで捕鯨船プリマス号の船員となる。その理由を本人はいくつか書き記しているが、自分の肌が有色であり差別を経験し、日本人と似た容貌から日本語や日本の事情を学びたかったこと、鎖国によって情報が乏しい日本の神秘が冒険心を掻き立てたことなどを挙げている。また、インディアンの血が理由で好きな女性との結婚がかなわなかった失恋事件もきっかけとしている。さらに植民地主義的な考えから、自らは西洋人であり権力を持った支配層側、日本人をアメリカにおける先住民のような存在ととらえ、自分のような多少の教育のある人間なら、日本に行くとそれなりの地位が得られるだろうとも考えていた。

### 密入国
1845年に、ニューヨークから捕鯨船プリマス号に乗り込み出航した。ハワイ諸島、香港、バタン島などを経由した後、船が琉球、済州島付近を通過し日本海の蝦夷地周辺に着いたグレゴリオ暦1848年6月27日に手漕ぎの小舟に乗りかえ単身で上陸を試みた。最初、焼尻島に上陸したが無人島だと思いこみ、再度、船をこいで同7月1日、利尻島に上陸した。マクドナルド自身の記述に拠れば、不法入国では処刑されるが、漂流者なら悪くても本国送還だろうと考え、わざと小舟を転覆させて漂流者を装った。島に暮らすアイヌ人と10日ほど暮らした後、島内の別の場所で日本人にとらえられて拘留された20日の間に取り調べをうけたが、扱いは悪くなかったと伝わる。次いで松前に送られ、さらに10月に長崎に送られた。本など所持品を没収され、長崎奉行井戸覚弘に取り調べをうけると、詮議ののち、長崎西山郷（現・長崎市上西山町）にあった大悲庵（崇福寺の末寺）に収監された。
マクドナルドは何度も奉行所で尋問を受けたが、通訳をつとめたのは森山多吉郎（森山栄之助、後にペリー艦隊来航時に通訳を務める）であった。長崎に送られてから約7ヵ月を経たグレゴリオ暦1849年4月、アメリカ軍艦プレブル号が長崎に来航し、捕鯨船ラゴダ号の漂流民15名とともに、同月26日に同艦のジェームス・グリン艦長に引き渡された。

#### 英語教師として
マクドナルドが日本文化に関心を持ち、聞き覚えた日本語を使うなど多少学問の素養もあると知った井戸は、阿蘭陀通詞14名を彼につけて英語を学ばせることにした。14名の通詞たちとは、森山栄之助以下、西与一郎、植村作七郎、西慶太郎、小川慶次郎、塩谷種三郎、中山兵馬、猪俣伝之助、志筑辰一郎、岩瀬弥四郎、堀寿次郎、茂鷹之助、名村常之助、本木昌左衛門であった。それまでは（オランダ語などを経由せず）直接に英語を教える教師はいなかったので、マクドナルドは初の英語母語話者の英語教師だったことになる。教えた期間はわずかではあったが、生徒のなかでも、ひときわ熱心な森山栄之助は元から初歩の英語を習得し通訳も務めており、覚えが早くマクドナルドが驚くほどの習得能力を示した。
日本の英語教育は幕府が長崎通詞6名に命じた1809年より始まっていたが、その知識はたとえば「name」を「ナーメ」、「learn」を「レルン」など、綴りをそのままオランダ語読みするなど、多分にオランダ語訛りが強かったという。マクドナルドの指導法はまず自身が単語を読み上げて生徒達に復唱させ、発音が正しいかどうか伝えて修正させ、シンプルであった。そのマクドナルドは、覚えた日本語の単語500余をメモに残しており、周囲の日本人のほとんどが長崎出身であったため、綴りは長崎弁が基本である。また、マクドナルドは日本人生徒が発音に関して「L」と「R」の区別に苦労し、子音の後に「i」か「o」の音をつける、母音は問題ないと書いている。

#### 聖書と祈祷書
マクドナルドは、長崎でもキリスト教徒である旨をはっきりと公言していた。禁教化時代の長崎ではキリシタン改めの踏み絵も行われたが、マクドナルドは聖公会会員であったので、少しも躊躇することなく真鍮製の画像を踏みつけた。
また抑留中のマクドナルドは、自分の荷物箱から本を持ってくるように役人たちに頼んでも当初、拒絶されため、祈る様を身ぶりで示し、礼拝がしたいと伝えて聖書を届けさせたと書き残した。役人たちには聖書を傍らに置いて礼拝の本であると教え、マクドナルドが求めると役人たちは聖書を置く棚を造ったこと、その時、彼らもその本を敬うかのように見え、丁重に取り扱ったり頭の上に掲げたと伝えている。当時の幕府の役人はカトリックには厳格でもプロテスタントには寛大であったらしい。マクドナルドは日本をインディアンの祖国と信じ敬ったことから、その人物像も影響し、ごく短期間ながら日本滞在中はかなり優遇されて聖書や祈祷書の所持を許可されて、日本の青年に英語を教えた。

#### 帰国
翌年4月26日（グレゴリオ暦）、長崎に入港したアメリカ軍艦プレブル号に引き渡されたマクドナルドは、そのままアメリカに戻った。日本における態度は恭順であり、独房に監禁されても日本人には終始、丁寧に扱われたマクドナルドは、帰国し死ぬまで日本には好意的だった。

### 帰国後
帰国後は日本が未開社会ではなく高度な文明社会である点を伝え、のちのアメリカの対日政策に影響を与えた。日本ではただの英語教師として記憶されるのみだが、アメリカでは歴史上の特筆するべき人物として、研究や紹介の書籍が多く公刊されている。
日本から帰国したマクドナルドは活躍の場を求め、インドやオーストラリアで働き、アフリカやヨーロッパへも航海した。父を亡くすと1853年に地元に帰り、兄弟らと事業をした。晩年はオールド・フォート・コルヴィル（現・ワシントン州）のインディアン居留地で暮らし、姪のジェームズ・リンチ夫人（Mrs. James Lynch）に看取られて1894年に息を引き取った。フェリー郡のインディアン墓地に埋葬され、死の間際の言葉と伝わる「Sayonara, my dear, sayonara...」から、マクドナルドの墓碑にも「SAYONARA」の文字が刻まれた。

## 日本での経過
（本人の口述書による）
- 1845年12月2日 - プリマス号でニューヨークを発つ（ハワイを拠点に捕鯨を手伝う）
- 1848年6月28日 - 蝦夷地の港にボートで到着。4日目に村人に会い、食事と服を与えられ、8日間滞在。町の牢に移送され、30日間収監されたのち、宗谷に移送され30日以上収監される。
- 同年9月6日 - 松前に移送され収監。他に15人のアメリカ人も収監されていることを知る。
- 同年10月1日 - 長崎に向けて船で出発。
- 同年同月15日 - 長崎着。2日間船上にて待機。
- 同年同月17日 - 下船し、通訳の森山栄之助に会う。役所の入口で、森山から日本の悪魔が描かれているというプレートを踏むように言われ、従う。人ごみに押されてよく見えなかったが、聖母子に見えた。森山から役人には膝をついて頭を下げて礼を示すように言われ、従う。名前や出身などを聞かれたあと、寺に幽閉される。
- 同年同月18日 - 森山に聖書がほしいと伝えたが、聖書のことは口にするなと忠告される。そののち2度役所に呼ばれ、聴取される。
- 1849年4月17日 - 銃声を聞き、看守からオランダの定期船来訪の合図と聞く。そののちプレブル号の来訪も知らされる。長崎収監中、通詞の学者たちと交流。英語は森山が一番うまく、あと2～3人が少し話せた。
- 同年同月24日 - 出島にてオランダの管理下に置かれる。
- 同年同月26日 - プレブル号乗船。
- 同年同月30日 - プレブル号船長からの聴取により、口述書作成。

### 通詞との交流
マクドナルドが長崎に拘留中に英語を教えたとされる通詞は以下の14名。いずれも文法はすでに身につけており、主に発音を指導した。
1. Nish Youtchero（西与一郎）
2. Wirriamra Saxtuero, Uyemura Sakuschichiro（植村作七郎）
3. Murayama Yeanoske（森山栄之助）
4. Nish Kataro, Nishi Keitaro（西慶太郎）
5. Akawa Ki Ejuro, Ogawa Keijuro（小川慶次郎）
6. Shoya Tanasabero（塩谷種三郎）
7. Nakiama Shoma（中山兵馬）
8. Enomade Dinoske（猪俣伝之助）
9. Sujake Tatsuetsero（志筑辰一郎）
10. Hewashe Yasaro（岩瀬弥四郎）
11. Inderego Horn（Hori Ichiro、堀寿次郎）
12. Shegie Taganotske（茂鷹之助）
13. Namra Tsenosk（名村常之助）
14. Motoke Sayemon（本木昌左衛門）

文章を朗唱させ、そのつどマクドナルドが発音を直し、限られた日本語で意味や構造を説明した。日本人の発音について、母音は問題ないが発音できない子音がある、子音のあとに母音が混ざる、LとRが正しく発音できないなどを指摘した。マクドナルド自身も日本語を学び、日本語の単語に母方の言語であるインディアンの言葉との類似を感じて自身の語学的才能に気づくが、指導書もなく文法はわからなかったと書いている。マクドナルドの幽閉先には僧侶や医者などの訪問客も多く、こうした交流を通じ、自然を愛する心、人間性、高尚さ、誠実さ、純粋無垢などを日本人の美徳として挙げ、多くの点でよりキリスト教的だと驚き、キリスト教者は異教を不完全な宗教だとみなしているが本当だろうか、と疑問を呈している。

### 教え子
教え子の中で著名な者に、ペリーとの交渉で通訳を務めることになった森山栄之助と堀達之助がいる。森山についてオランダ商館長ヨセフ・ヘンリー・レフィスゾーンは、それまでに会った日本人の中で一番賢く、英語を流暢に喋り、文法も正しく、またオランダ語も堪能で彼自身よりオランダ語ができると言ったほどだったという。共にいるときは常に英蘭辞典をたずさえ、欧州諸国の商業と習慣についての本を沢山もっており、またフランス語とラテン語も勉強していたとしている。一方、堀は本人に直接会ったことがなかったという説や、堀の英語学習は自学自習であったという説もある。堀達之助の名前はマクドナルドが教えた14名の生徒の中にはないが、彼もマクドナルドに師事したとする説もある。

## 著作
- MacDonald, Ranald. Ranald MacDonald papers, circa 1850-1891. この資料集にはマクドナルドの著作の原稿を含む。著作の当初の題名は、『日本 : 日本初の英語教師、ラナルド・マクドナルドの冒険物語 / 1848-1849年。真鍮の門は開かれた』（ラナルド・マクドナルド生涯の簡単な概説付き）。その複写（日付不明）、マクドナルドからマルコム・マクロードに宛てた1891年2月25日付の書簡の複写（ T・M・アンダーソン大佐とのやり取りに言及、マーカス・ホイットマンの「冬季の馬車の旅」を含む歴史的出来事を語り合ったが、ホイットマンがワシントンに行ったことはないとの疑念を示した）。マクドナルドによる自伝らしいものの原稿2章分を含む。"Japan. Story of adventure of Ranald McDonald, first teacher of English in Japan / A.D. 1848-9. The gates, of brass, were opened." By Ranald Macdonald (with brief sketch of his life.)," n.d.; photostat copy of letter from MacDonald to Malcolm MacLeod, 1891 Feb. 25, remarking about correspondence with Col. T.M. Anderson concerning historical events, including Marcus Whitman's "winter ride," doubting that Whitman ever went to Washington; and two additional autobiographical chapters by MacDonald（原稿、英語、1850年）
- 調書：United States; MacDonald, Ranald; Glyn, James; Graham, William A. (1850). “Deposition of Ranald McDonald regarding his imprisonment in Japan, made to Commander James Glynn, USS Preble” (Document). Washington State Library. Classics in Washington History. Senate executive document (United States Congress. Senate), 31st Congress, 1st session, no. 84. OCLC 1319793292. アメリカ合衆国上院第31回議会の資料「古典資料：ワシントン州の歴史」。
- 『マクドナルド「日本回想記」 インディアンの見た幕末の日本』ウィリアム・ルイス 編、村上直次郎 編、富田虎男 訳訂（刀水書房〈刀水歴史全書〉、1979年、補訂版1981年）ISBN 4887080050
原文は1923年刊[6]。

### 伝記
- エヴァ・エミリ・ダイ（英語版） 『英学の祖 : オレゴンのマクドナルドの生涯』鈴木重吉、速川和男 訳（雄松堂出版〈東西交流叢書6〉、1989年、doi:10.11501/13155055）著者は生前のマクドナルドと交流があり、彼の草稿をもとに執筆。電子書籍も刊
  - 原書はインターネット公開。Dye, Eva Emery; Enright, Walter J. (1906) (英語). McDonald of Oregon : A tale of two shores. University of California Libraries. Chicago: A.C. McClurg

## マクドナルドを題材とした作品
発行年順。
- 内藤誠『インディアン日本をめざす』（小峰書店、1977年、ISBN 978-4-33-802703-8）
- 『カナダの話題』オーディオブック（LP）、日本語（モントリオール：Radio Canada International、1985年、JTD-85-3）。Ranald MacDonald, the first English language teacher in Japan。
- 吉村昭『海の祭礼』（文藝春秋、1986年、ISBN 4163092404）doi:10.11501/12571937国立国会図書館書誌ID:1824645新版・文春文庫、改版2004年、ISBN 4167169428）[22]
- 今西祐子『ラナルド・マクドナルド : 鎖国下の日本に密入国し、日本で最初の英語教師となったアメリカ人の物語』（文芸社、2013年、ISBN 978-4286137988）

### 洋書の資料
- 肖像写真 "Ranald MacDonald", born at Astoria, Oregon, February 3, 1824. (portrait) Toroda, Washington : From the collection of Mrs. James Lynch, 1891-07-05. University of Montana--Missoula. Mansfield Library, OCLC 879299513.
- Lewis, William S. ; Mrs William S. Lewis. (1916) Papers, 1916-1941. OCLC 42688103 Archival Material, 英語. 太平洋岸北西部の歴史に関するルイスの調査書簡、開拓者との口頭インタビュー（タイプ原稿）、文書のコピー、写真、画像資料（ルイス出版物の挿絵原画）。ルイス著作の訂正タイプ原稿（歴史、インディアン言語、神話）。
  - MacDonald, Ranald ; Lewis, William S. ; Murakami, Naojirō. Ranald MacDonald : the narrative of his early life on the Columbia under the Hudson's Bay Company's regime, of his experiences in the Pacific whale fishery, and of his great adventure to Japan : with a sketch of his later life on the Western Frontier, 1824-1894 Portland, Oregon : Oregon Historical Society Press, ©1990. 電子書籍.
- Sterling, Donald J. (1930) Papers and scrapbooks of Donald J. Sterling, editor of the newspaper Oregon Journal in Portland, Oregon, including his files on the Oregon Historical Society and scrapbook of a trip to the Philippines in the 1930s. アーカイブ資料、英語。1935年のオレゴン・ジャーナル新聞本社ビルの写真（複写）を含む。
- Nichols, Marie Leona Hobbs. (1940) Ranald MacDonald Caldwell, Indiana : Caxton printers, OCLC 1416772022, 電子書籍, 英語.
- Gowen, Herbert H. (1967, ©1936) Five foreigners in Japan. Freeport, N.Y. :  Books for Libraries Press. 電子書籍
- Roe, JoAnn. (1997) Ranald MacDonald : Pacific Rim adventurer. Pullman, Washington : Washington State University Press, 電子書籍.
  - Oregon State Library (1997). オーディオブック. Salem, Oregon : Talking Book & Braille Services.
- Oliva, Peter (c1999). The city of yes Toronto : M&S. OCLC 1148206899, 電子書籍.
- Schodt, Frederik L. (2003) Native American in the Land of the Shogun: Ranald MacDonald and the Opening of Japan. New York : Stone Bridge Press, ISBN 978-1880656778. 電子書籍。

姪の娘ジェニー・V・リンチについて
- Anderson, A. W. (1945) Papers, 1945. OCLC 42688063, アーカイブ資料,  英語. ジェニー・V・リンチ夫人（マクドナルドの姪）が1945年に埋葬された場所を記した宣誓供述書2部。リンチ夫人について論じたA・W・アンダーソンの手紙（1945年）、埋葬地を示す地図付きの手紙（1945年）。

## 記念碑
- 焼尻島と利尻島の上陸地点ならびに幽閉地の長崎市上西山町と生誕地のフォート・アストリア（英語）にマクドナルドの記念碑がある[1]。
- 2021年6月、利尻富士町鴛泊（おしどまり）の野塚海岸に案内板が設置された[23]。